# Peter van der Heyden
Peter Van Der Heyden (Aalst, 16 de Julho de 1976) é um futebolista belga que joga para Knokke FC.